# United States Tennis Association
Die United States Tennis Association (USTA) ist der nationale Tennisverband der Vereinigten Staaten. Er ist mit etwa 8.000 Vereinen und insgesamt ca. 770.000 Mitgliedern einer der größten nationalen Tennisverbände der Welt. Seine Gründung im Jahr 1881 macht ihn darüber hinaus zum ältesten nationalen Tennisverband.

## Geschichte
1880 wurde auf Staten Island in New York die ersten amerikanischen Tennismeisterschaften unter der Leitung von E. H. Outerbridge, dem Geschäftsführer des Staten Island Cricket Club und ein Bruder von Mary Outerbridge, ausgerichtet. Nachdem es im Laufe des Turniers zum Streit über die Zählweise, das Gewicht des Balls und die Netzhöhe gekommen war, wurde die Einrichtung eines nationalen Verbandes gefordert, der einheitliche Regeln festlegen sollte. Auf Initiative von E. H. Outerbridge, James Dwight und Clarence Clark, dem Vorsitzenden des All Philadelphia Lawn Tennis Committee, wurde am 21. Mai 1881 im Fifth Avenue Hotel in New York von 36 Vertretern von 19 Vereinen die United States National Lawn Tennis Association (USNLTA) gegründet. Bei der konstituierenden Sitzung beschloss man, die Regeln des All England Club zu übernehmen und jährliche Meisterschaften abzuhalten. Einen Monat später vergab der Verband die erste Ausrichtung der Meisterschaften nach Newport in Rhode Island, der Starttermin wurde auf den 31. August desselben Jahres festgelegt.
1913 bei Gründung der International Tennis Federation in Genf verweigerte der amerikanische Verband noch einen Beitritt, da der ITF ein System dreier Weltmeisterschaften, ausschließlich in europäischen Spielstätten, – die Weltmeisterschaften auf Hartplatz, die Hallenweltmeisterschaften und die Weltmeisterschaften auf Rasen (Wimbledon Championships) – etablierte und damit die US-Meisterschaften zu einem zweitklassigen Turnier degradierte. Nachdem der ITF jedoch zehn Jahre später dieses System verwarf und man darin übereinkam, die US-Meisterschaften als eines der vier bedeutendsten Turniere der Welt (heute Grand-Slam-Turniere) anzuerkennen, trat der Verband 1923 der ITF bei. 1920 entfernte der Verband den Begriff „National“ aus der Eigenbezeichnung, wodurch die Abkürzung sich zu USLTA änderte. Im Jahr 1975, einige Jahre nach Beginn der Open Era, strich der Verband auch das „Lawn“ im Namen.

## Organisation, Aufgaben und Finanzierung
Die USTA ist in 17 geographische Sektionen gegliedert. Geführt wird sie von einem 14-köpfigen Board of Directors mit Katrina Adams als derzeitigen geschäftsführenden Vorsitzenden und Präsident.
Neben der Förderung von Tennis als Freizeitsport („Community Tennis“) veranstaltet die USTA insgesamt 94 Turniere in den USA, die größtenteils der Challenger-, Satellite- oder Future-Tour angehören. Daneben richtet sie die US Open aus und ist Eigentümer des Billie Jean King National Tennis Center. Zu ihren Aufgaben gehört darüber hinaus die Auswahl der US-Mannschaften für den Davis Cup, den Fed Cup, die Olympischen und Paralympischen Spiele. Schließlich betreibt sie mehrere Programme zur Förderung vielversprechender Nachwuchsspieler.
Die USTA finanziert sich aus dem Verkauf von Fernsehübertragungsrechten, von Sponsoren, dem Ticketverkauf, Merchandising und Mitgliedsbeiträgen. Der Großteil der Einnahmen entsteht dabei in Verbindung mit den US Open.